# Rosenthaler Platz (metrostation)
Rosenthaler Platz is een station van de metro van Berlijn, gelegen onder het gelijknamige plein in het Berlijnse stadsdeel Mitte. Het metrostation opende op 18 april 1930 en ligt aan lijn U8. Tussen 1961 en 1989 passeerden de treinen van deze West-Berlijnse lijn het station zonder te stoppen. Net als alle andere in Oost-Berlijn gelegen stations op het transittraject werd Rosenthaler Platz een spookstation.
Station Rosenthaler Platz werd ontworpen door Alfred Grenander in de stijl van de nieuwe zakelijkheid. De kenkleur van het metrostation is oranje.